# Sporting Clube de Portugal 2020-2021
Questa voce raccoglie le informazioni riguardanti lo Sporting Clube de Portugal nelle competizioni ufficiali della stagione 2020-2021.

## Stagione

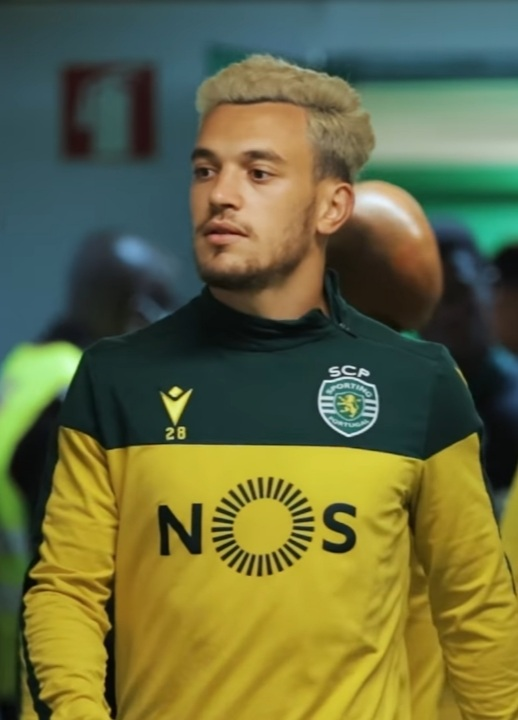
Pedro Gonçalves, con 23 marcature è il capocannoniere dello Sporting

La stagione 2020-2021 dello Sporting CP è l'87ª in Primeira Liga. La squadra è allenata dal tecnico ex Braga Rúben Amorim. In seguito al rinvio della prima giornata di campionato, la stagione dello Sporting si apre il 24 settembre con la gara interna valida per il terzo di turno di qualificazioni in Europa League contro gli scozzesi dell'Aberdeen, vinta per 1-0. Il 1º ottobre si conclude il cammino europeo dello Sporting Lisbona, che viene sconfitto in casa per 1-4 dagli austriaci del LASK ai play-off. Il 23 novembre, con la vittoria esterna per 7-1 contro il Sacavenense, lo Sporting supera il terzo turno di Coppa di Portogallo.
L'11 dicembre i Leões superano il quarto turno di Taça de Portugal, battendo 3-0 a Lisbona il Paços Ferreira. Il 15 dicembre lo Sporting supera i quarti di finale di Taça da Liga, battendo il Mafra per 2-0. L'11 gennaio, in virtù del 2-0 subito a Funchal ad opera del Marítimo, lo Sporting viene eliminato dalla coppa nazionale e va incontro alla prima sconfitta esterna stagionale. Il 19 gennaio, grazie alla doppietta di Jovane Cabral, lo Sporting supera i rivali del Porto 2-1 e accede in finale di Taça da Liga.
Il 23 gennaio lo Sporting Lisbona si aggiudica il primo trofeo stagionale, battendo 1-0 in finale di Taça da Liga il Braga. Il 1º febbraio i Leões si aggiudicano la partita di andata del derby di Lisbona, bettendo 1-0 il Benfica in extremis. Il 5 febbraio, con la vittoria esterna per 2-0 in casa del Marítimo, si conclude il girone di andata dello Sporting; con 14 vittorie, tre pari e nessuna sconfitta è il miglior risultato di sempre dei verde e brancos.
Il 5 maggio lo Sporting espugna 2-0 il campo del Rio Ave e centra il trentunesimo risultato utile consecutivo, superando il record nazionale di 30 partite appartenente al Porto. L'11 maggio i Leões battono 1-0 il Boavista e vincono il 19º titolo di campione di Portogallo, a 19 anni di distanza dall'ultimo. Il 15 maggio lo Sporting viene sconfitto dal Benfica per 4-3 e incappa nella prima sconfitta stagionale in campionato. Il 19 maggio si conclude la stagione dello Sporting di Lisbona, con la vittoria per 5-1 sul Marítimo, che consacra anche Pedro Gonçalves come capocannoniere del campionato.

## Maglie e sponsor
Lo sponsor tecnico per la stagione 2020-2021 è per il quarto anno consecutivo Macron. Lo sponsor ufficiale è NOS, quello posteriore è Super Bock.
|  | Casa |  | Trasferta |  | Terza maglia |

## Organigramma societario
Dal sito internet ufficiale della società.
Area direttiva
- Presidente: Frederico Nuno Faro Varandas
- Vice-presidenti: Francisco Albuquerque Salgado Zenha, Pedro José Correia de Barros de Lencastre, João Ataíde Ferreira Sampaio, Maria José Engrola Serrano Biléu Sancho
- Legali: Francisco André da Costa Cabral Bernardo, André Seabra dos Santos Cymbron, Miguel Ingenerf Duarte Afonso, Miguel Maria do Nascimento Nogueira Leite, Alexandre Matos Jorge Ferreira

Area tecnica
- Allenatore: Rúben Amorim

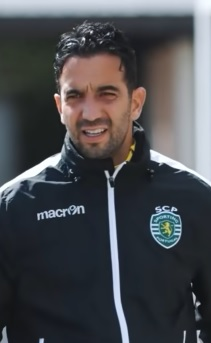
Rúben Amorim, sulla panchina dello Sporting dal 2020

- Allenatore in seconda: Emanuel Ferro
- Allenatore in terza: Rodolfo Miguens
- Assistenti: Jorge Vital
- Preparatore atletico: Gonçalo Álvaro
- Preparatori dei portieri: Tiago Ferreira
- Coordinatore settore giovanile: João Paulo Costa

Area scout
- Capo osservatore: Raul José
- Osservatori: José Chieira, Pedro Brandão
- Coordinatori vivaio: José Luís Vidigal, Miguel Quaresma

Management
- Direttore sportivo: Hugo Viana
- Team manager: Beto

Reparto medico
- Medico Sociale: João Pedro Araújo
- Fisioterapisti: Hugo Fontes, Rúben Ferreira
- Scienziato sport: Alireza Rabbani

Area marketing
- Equipaggiamento: Paulinho

## Rosa

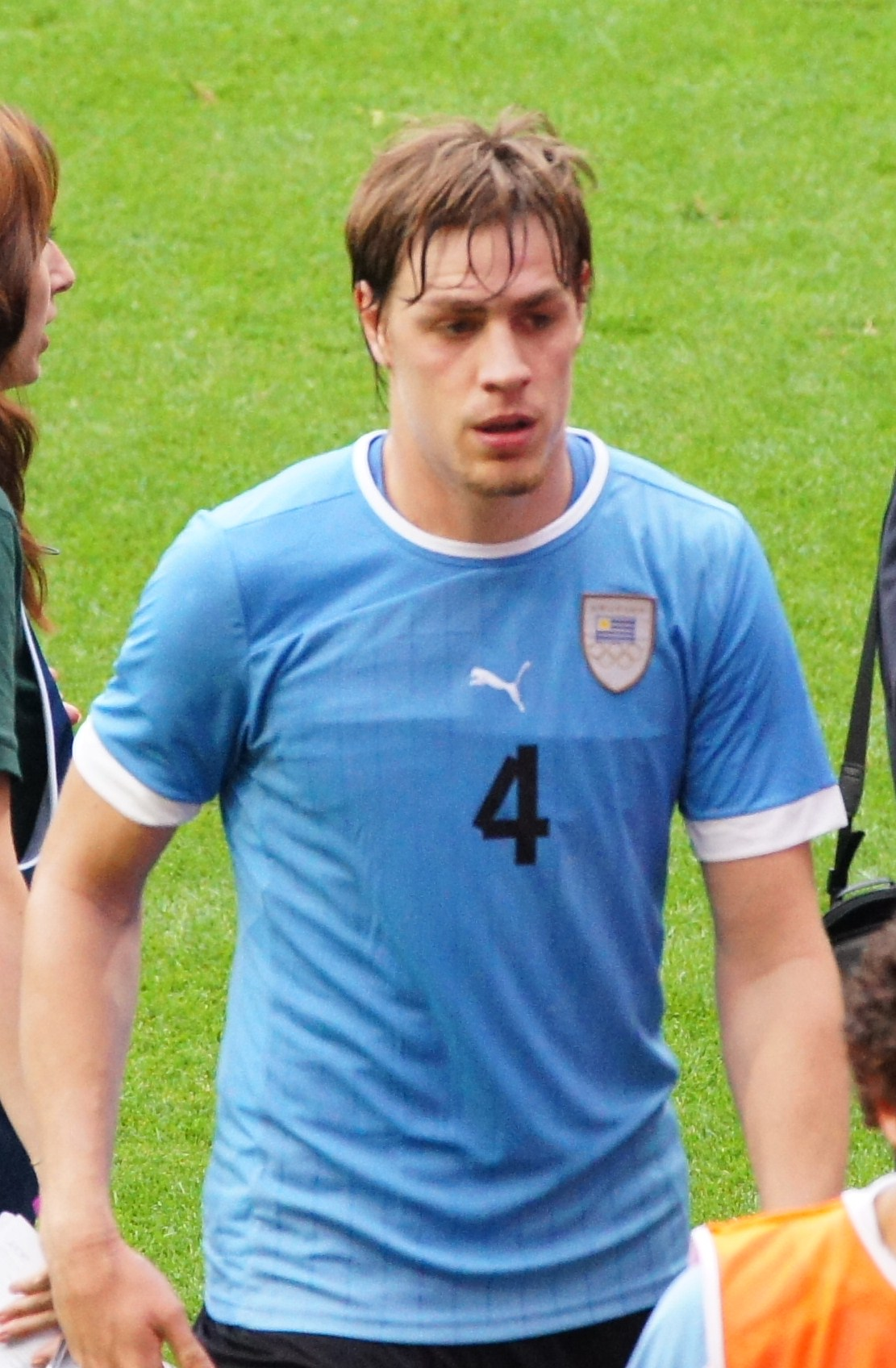
Sebastián Coates (con la maglia dell') è il capitano dello Sporting

La rosa e la numerazione sono tratte dal sito ufficiale dello Sporting Lisbona
| N. |                       | Ruolo | Calciatore                  |
| -- | --------------------- | ----- | --------------------------- |
| 1  | Spagna (bandiera)     | P     | Antonio Adán                |
| 2  | Brasile (bandiera)    | D     | Matheus Reis                |
| 3  | Marocco (bandiera)    | D     | Zouhair Feddal              |
| 4  | Uruguay (bandiera)    | D     | Sebastián Coates (capitano) |
| 5  | Portogallo (bandiera) | D     | Nuno Mendes                 |
| 6  | Portogallo (bandiera) | C     | João Palhinha               |
| 7  | Brasile (bandiera)    | A     | Bruno Tabata                |
| 8  | Brasile (bandiera)    | C     | Matheus Nunes               |
| 9  | Slovenia (bandiera)   | A     | Andraž Šporar               |
| 10 | Argentina (bandiera)  | A     | Luciano Vietto              |
| 11 | Portogallo (bandiera) | A     | Nuno Santos                 |
| 13 | Portogallo (bandiera) | D     | Luís Neto                   |
| 17 | Portogallo (bandiera) | C     | João Mário                  |
| 19 | Portogallo (bandiera) | A     | Tiago Tomás                 |
| 20 | Ecuador (bandiera)    | C     | Gonzalo Plata               |

| N. |                       | Ruolo | Calciatore       |
| -- | --------------------- | ----- | ---------------- |
| 21 | Portogallo (bandiera) | A     | Paulinho         |
| 22 | Portogallo (bandiera) | P     | André Paulo      |
| 24 | Spagna (bandiera)     | D     | Pedro Porro      |
| 26 | Colombia (bandiera)   | D     | Cristian Borja   |
| 27 | Portogallo (bandiera) | D     | João Pereira     |
| 28 | Portogallo (bandiera) | C     | Pedro Gonçalves  |
| 29 | Brasile (bandiera)    | A     | Luiz Phellype    |
| 37 | Brasile (bandiera)    | C     | Wendel           |
| 52 | Portogallo (bandiera) | D     | Gonçalo Inácio   |
| 55 | Portogallo (bandiera) | D     | Vitorino Antunes |
| 68 | Portogallo (bandiera) | C     | Daniel Bragança  |
| 72 | Portogallo (bandiera) | D     | Eduardo Quaresma |
| 77 | Capo Verde (bandiera) | A     | Jovane Cabral    |
| 81 | Portogallo (bandiera) | P     | Luís Maximiano   |

### Formazione tipo
La squadra di Amorim è stata schierata per lo più con il 3-5-2, che con la salita offensiva di Pedro Gonçalves diventava un vero e proprio 3-4-3.
| Formazione tipo | Giocatori (presenze)  |
| --- | --------------------- |
| Adán Feddal Neto S. Coates N. Mendes Palhinha J. Mário Pedro G. P. Porro T. Tomás N. Santos | Antonio Adán (32)     |
| Adán Feddal Neto S. Coates N. Mendes Palhinha J. Mário Pedro G. P. Porro T. Tomás N. Santos | Zouhair Feddal (28)   |
| Adán Feddal Neto S. Coates N. Mendes Palhinha J. Mário Pedro G. P. Porro T. Tomás N. Santos | Sebastián Coates (33) |
| Adán Feddal Neto S. Coates N. Mendes Palhinha J. Mário Pedro G. P. Porro T. Tomás N. Santos | Luís Neto (21)        |
| Adán Feddal Neto S. Coates N. Mendes Palhinha J. Mário Pedro G. P. Porro T. Tomás N. Santos | Nuno Mendes (30)      |
| Adán Feddal Neto S. Coates N. Mendes Palhinha J. Mário Pedro G. P. Porro T. Tomás N. Santos | João Palhinha (32)    |
| Adán Feddal Neto S. Coates N. Mendes Palhinha J. Mário Pedro G. P. Porro T. Tomás N. Santos | João Mário (28)       |
| Adán Feddal Neto S. Coates N. Mendes Palhinha J. Mário Pedro G. P. Porro T. Tomás N. Santos | Pedro Gonçalves (32)  |
| Adán Feddal Neto S. Coates N. Mendes Palhinha J. Mário Pedro G. P. Porro T. Tomás N. Santos | Pedro Porro (30)      |
| Adán Feddal Neto S. Coates N. Mendes Palhinha J. Mário Pedro G. P. Porro T. Tomás N. Santos | Tiago Tomás (30)      |
| Adán Feddal Neto S. Coates N. Mendes Palhinha J. Mário Pedro G. P. Porro T. Tomás N. Santos | Nuno Santos (31)      |
| Altri giocatori: Matheus Nunes (31), Jovane Cabral (24), Daniel Bragança (21), Gonçalo Inácio (20), Bruno Tabata (16), Matheus Reis (15), Paulinho (14); Gonzalo Plata (9), Vitorino Antunes (8), João Pereira (5), Luís Maximiano (2), Eduardo Quaresma (2), Dário Essugo (1), André Paulo (1), Tomás Silva (1). |                       |

## Calciomercato

### Sessione estiva
| Acquisti         | Acquisti         | Acquisti         | Acquisti                   |
| R.               | Nome             | da               | Modalità                   |
| ---------------- | ---------------- | ---------------- | -------------------------- |
| P                | Antonio Adán     | Atlético Madrid  | gratuito                   |
| D                | Vitorino Antunes | Getafe           | gratuito                   |
| D                | Pedro Porro      | Manchester City  | prestito                   |
| C                | João Mário       | Inter            | prestito                   |
| C                | Pedro Gonçalves  | Famalicão        | definitivo (6,5 milioni €) |
| A                | Zouhair Feddal   | Real Betis       | definitivo (3 milioni €)   |
| A                | Nuno Santos      | Rio Ave          | definitivo (3 milioni €)   |
| A                | Bruno Tabata     | Portimonense     | definitivo (5 milioni €)   |
| Altre operazioni |                  |                  |                            |
| R.               | Nome             | da               | Modalità                   |
| D                | Bruno Gaspar     | Olympiacos       | fine prestito              |
| D                | André Geraldes   | Maccabi Tel Aviv | fine prestito              |
| D                | Lumor Agbenyenu  | Maiorca          | fine prestito              |
| D                | Josip Mišić      | PAOK             | fine prestito              |
| D                | Mauro Riquicho   | Fátima           | fine prestito              |
| C                | Filipe Chaby     | Académica        | fine prestito              |
| C                | Abdoulay Diaby   | Beşiktaş         | fine prestito              |
| C                | Bruno Paulista   | Fátima           | fine prestito              |
| C                | Matheus Pereira  | West Bromwich    | fine prestito              |
| C                | João Palhinha    | Braga            | fine prestito              |
| C                | Alan Ruiz        | Aldosivi         | fine prestito              |
| A                | Gelson Dala      | Rio Ave          | fine prestito              |
| A                | Leonardo Acevedo | Varzim           | fine prestito              |

| Cessioni         | Cessioni           | Cessioni              | Cessioni                         |
| R.               | Nome               | a                     | Modalità                         |
| ---------------- | ------------------ | --------------------- | -------------------------------- |
| D                | Eduardo Henrique   | Crotone               | prestito                         |
| D                | Jérémy Mathieu     |                       | ritirato                         |
| D                | Valentin Rosier    | Beşiktaş              | prestito oneroso (0,2 milioni €) |
| C                | Marcos Acuña       | Siviglia              | definitivo (10,5 milioni €)      |
| C                | Idrissa Doumbia    | Huesca                | prestito                         |
| C                | Francisco Geraldes | Rio Ave               | gratuito                         |
| C                | Rodrigo Battaglia  | Alavés                | prestito                         |
| C                | Miguel Luís        | Vitória Guimarães     | gratuito                         |
| C                | Pedro Mendes       | Almería               | prestito                         |
| C                | Wendel             | Zenit San Pietroburgo | definitivo (20,3 milioni €)      |
| A                | Luciano Vietto     | Al-Hilal              | definitivo (7 milioni €)         |
| Altre operazioni |                    |                       |                                  |
| R.               | Nome               | a                     | Modalità                         |
| P                | Diogo Sousa        | Sporting Lisbona B    | [ 23 ]                           |
| D                | André Geraldes     | Sporting Lisbona B    | [ 23 ]                           |
| D                | Josip Mišić        | Dinamo Zagabria       | prestito                         |
| C                | Bruno Paulista     | Sporting Lisbona B    | [ 23 ]                           |
| C                | Abdoulay Diaby     | Getafe                | prestito                         |
| C                | Filipe Chaby       | Académica             | prestito                         |
| C                | Matheus Pereira    | West Bromwich         | definitivo (9 milionie €)        |
| C                | Mattheus Oliveira  | Coritiba              | prestito                         |
| C                | Alan Ruiz          |                       | svincolato                       |
| A                | Gelson Dala        | Rio Ave               | gratuito                         |
| A                | Leonardo Acevedo   | UD Logroñés           | prestito                         |

### Sessione invernale
| Acquisti         | Acquisti       | Acquisti    | Acquisti                  |
| R.               | Nome           | da          | Modalità                  |
| ---------------- | -------------- | ----------- | ------------------------- |
| D                | João Pereira   | Trabzonspor | gratuito                  |
| D                | Matheus Reis   | Rio Ave     | prestito                  |
| A                | Paulinho       | Braga       | definitivo (15 milioni €) |
| Altre operazioni |                |             |                           |
| R.               | Nome           | da          | Modalità                  |
| C                | Carlos Jatobá  | CRB         | fine prestito             |
| A                | Abdoulay Diaby | Getafe      | fine prestito             |
| A                | Pedro Mendes   | Almería     | fine prestito             |

| Cessioni         | Cessioni         | Cessioni            | Cessioni                 |
| R.               | Nome             | a                   | Modalità                 |
| ---------------- | ---------------- | ------------------- | ------------------------ |
| D                | Cristian Borja   | Braga               | definitivo (3 milioni €) |
| D                | Stefan Ristovski | Dinamo Zagabria     | definitivo (1 milione €) |
| A                | Andraž Šporar    | Braga               | prestito                 |
| Altre operazioni |                  |                     |                          |
| R.               | Nome             | a                   | Modalità                 |
| D                | Bruno Gaspar     | Vancouver Whitecaps | prestito                 |
| D                | Tiago Ilori      | Lorient             | prestito                 |
| C                | Carlos Jatobá    | Sporting Lisbona B  | [ 23 ]                   |
| A                | Rafael Camacho   | Rio Ave             | prestito                 |
| A                | Abdoulay Diaby   | Anderlecht          | prestito                 |
| A                | Pedro Marques    | Gil Vicente         | prestito                 |
| A                | Pedro Mendes     | Nacional            | prestito                 |

## Risultati

### Primeira Liga

#### Girone di andata
| Arbitro: | Narciso (Setúbal) |

|                                        |           |                |
| Šporar 83’ T. Tomás 84’ Pedro G. 90+5’ | Marcatori | 52’ L. Mineiro |

| Arbitro: | Veríssimo (Leiria) |

|  |           |                                 |
|  | Marcatori | 23’ (rig.) Jovane 63’ S. Coates |

| Arbitro: | Oliveira (Porto) |

|  |           |                            |
|  | Marcatori | 4’ N. Mendes 11’ N. Santos |

| Arbitro: | Godinho (Évora) |

|                         |           |                      |
| N. Santos 9’ Vietto 87’ | Marcatori | 25’ Uribe 45’ Corona |

| Arbitro: | Mota (Braga) |

|                |           |                   |
| T. Santana 42’ | Marcatori | 20’, 81’ Pedro G. |

| Arbitro: | Nobre (Leiria) |

|                                             |           |  |
| Pedro G. 45’, 49’ P. Porro 78’ Šporar 90+3’ | Marcatori |  |

| Arbitro: | Miguel (Lisbona) |

|  |           |                                            |
|  | Marcatori | 11’ N. Santos 43’, 55’ Pedro G. 79’ Jovane |

| Arbitro: | Ferreira (Braga) |

|                  |           |         |
| Pedro G. 8’, 75’ | Marcatori | 3’ Neto |

| Arbitro: | Godinho (Évora) |

|                               |           |                             |
| G. Assunção 43’ J. Robert 89’ | Marcatori | 37’ Pedro G. 45+3’ P. Porro |

| Arbitro: | Narciso (Setúbal) |

|                     |           |  |
| Šporar 90+1’ (rig.) | Marcatori |  |

| Arbitro: | Rui Costa (Porto) |

|                |           |                                 |
| M. Cardoso 14’ | Marcatori | 5’ T. Tomás 24’ (rig.) J. Mário |

| Arbitro: | Veríssimo (Leiria) |

|                             |           |  |
| Pedro G. 54’ Matheus N. 73’ | Marcatori |  |

| Arbitro: | Mota (Braga) |

|  |           |                          |
|  | Marcatori | 43’ N. Santos 90’ Jovane |

| Arbitro: | Malheiro (Lisbona) |

|              |           |            |
| Pedro G. 42’ | Marcatori | 61’ Gelson |

| Arbitro: | Veríssimo (Leiria) |

|  |           |                            |
|  | Marcatori | 24’ N. Santos 77’ P. Porro |

| Arbitro: | Soares Dias (Porto) |

|                  |           |  |
| Matheus N. 90+2’ | Marcatori |  |

| Arbitro: | Miguel (Lisbona) |

|  |           |                  |
|  | Marcatori | 9’, 57’ Pedro G. |

#### Girone di ritorno
| Arbitro: | Almeida (Algarve) |

|           |           |                      |
| Kanya 36’ | Marcatori | 83’, 90+1’ S. Coates |

| Arbitro: | Narciso (Setúbal) |

|                                  |           |  |
| J. Mário 20’ (rig.) Palhinha 48’ | Marcatori |  |

| Arbitro: | Rui Costa (Porto) |

|                          |           |  |
| Feddal 27’ N. Santos 31’ | Marcatori |  |

| Porto 27 febbraio 2021, ore 20:30 WET 21ª giornata | Porto            | 0 – 0 referto | Sporting Lisbona | Estádio do Dragão (0 spett.)\| Arbitro: \| Pinheiro (Braga) \| |
| Arbitro:                                           | Pinheiro (Braga) |               |                  |                                                                |

| Arbitro: | Oliveira (Porto) |

|                              |           |               |
| Pedro G. 22’ S. Coates 90+3’ | Marcatori | 84’ Rui Costa |

| Arbitro: | Almeida (Algarve) |

|  |           |              |
|  | Marcatori | 81’ T. Tomás |

| Arbitro: | Martins (Lisbona) |

|               |           |  |
| G. Inácio 42’ | Marcatori |  |

| Arbitro: | Pinheiro (Braga) |

|               |           |              |
| Walterson 90’ | Marcatori | 38’ Paulinho |

| Arbitro: | Rui Costa (Porto) |

|              |           |              |
| Pedro G. 25’ | Marcatori | 27’ Anderson |

| Arbitro: | Miguel (Lisbona) |

|  |           |              |
|  | Marcatori | 36’ Pedro G. |

| Arbitro: | Almeida (Algarve) |

|                                   |           |                    |
| S. Coates 83’ Jovane 90+5’ (rig.) | Marcatori | 13’, 54’ Cassierra |

| Arbitro: | Soares Dias (Porto) |

|  |           |                |
|  | Marcatori | 81’ Matheus N. |

| Arbitro: | Oliveira (Porto) |

|                                |           |  |
| Feddal 83’ Jovane 90+2’ (rig.) | Marcatori |  |

| Arbitro: | Veríssimo (Leiria) |

|  |           |                                  |
|  | Marcatori | 34’ (rig.) Pedro G. 63’ Paulinho |

| Arbitro: | Godinho (Évora) |

|              |           |  |
| Paulinho 36’ | Marcatori |  |

| Arbitro: | Martins (Lisbona) |

|                                                      |           |                                          |
| Seferović 11’, 49’ (rig.) Pizzi 29’ L. Veríssimo 37’ | Marcatori | 45+1’, 77’ (rig.) Pedro G. 62’ N. Santos |

| Arbitro: | Correia (Porto) |

|                                                 |           |              |
| Pedro G. 7’, 20’, 62’ Karo 21’ (aut.) Plata 75’ | Marcatori | 90’ Beltrame |

### Taça de Portugal
| Arbitro: | Malheiro (Lisbona) |

|              |           |                                                                                       |
| Iaquinta 53’ | Marcatori | 3’ N. Santos 26’, 47’ S. Coates 32’ (rig.) Jovane 86’, 90’ P. Marques 90+3’ G. Inácio |

| Arbitro: | Pinheiro (Braga) |

|                                      |           |  |
| T. Tomás 26’ Tabata 45’ Palhinha 64’ | Marcatori |  |

| Arbitro: | Oliveira (Gondomar) |

|                              |           |  |
| R. Pinho 68’ Léo Andrade 79’ | Marcatori |  |

### Taça da Liga
| Arbitro: | Martins (Lisbona) |

|                       |           |  |
| Šporar 64’ Tabata 71’ | Marcatori |  |

| Arbitro: | Pinheiro (Braga) |

|                   |           |            |
| Jovane 86’, 90+4’ | Marcatori | 79’ Marega |

| Arbitro: | Martins (Lisbona) |

|              |           |  |
| P. Porro 41’ | Marcatori |  |

### Europa League

#### Qualificazioni
| Arbitro: | Dabanović |

|             |           |  |
| T. Tomás 8’ | Marcatori |  |

#### Spareggi
| Arbitro: | Kul'bakoŭ |

|              |           |                                              |
| T. Tomás 42’ | Marcatori | 14’ Trauner 58’ Raguž 65’ Michorl 69’ Gruber |

## Statistiche

### Statistiche di squadra
| Competizione     | Punti | In casa | In casa | In casa | In casa | In casa | In casa | In trasferta | In trasferta | In trasferta | In trasferta | In trasferta | In trasferta | Totale | Totale | Totale | Totale | Totale | Totale | DR  |
| Competizione     | Punti | G       | V       | N       | P       | Gf      | Gs      | G            | V            | N            | P            | Gf           | Gs           | G      | V      | N      | P      | Gf     | Gs     | DR  |
| ---------------- | ----- | ------- | ------- | ------- | ------- | ------- | ------- | ------------ | ------------ | ------------ | ------------ | ------------ | ------------ | ------ | ------ | ------ | ------ | ------ | ------ | --- |
| Primeira Liga    | 85    | 17      | 13      | 4       | 0       | 34      | 10      | 17           | 13           | 3            | 1            | 31           | 10           | 34     | 26     | 7      | 1      | 65     | 20     | +45 |
| Taça de Portugal | -     | 1       | 1       | 0       | 0       | 3       | 0       | 2            | 1            | 0            | 1            | 7            | 3            | 3      | 2      | 0      | 1      | 10     | 3      | +7  |
| Taça da Liga     | -     | 1       | 1       | 0       | 0       | 2       | 0       | 0            | 0            | 0            | 0            | 0            | 0            | 3      | 3      | 0      | 0      | 5      | 1      | +4  |
| Europa League    | -     | 2       | 1       | 0       | 1       | 2       | 4       | 0            | 0            | 0            | 0            | 0            | 0            | 2      | 1      | 0      | 1      | 2      | 4      | -2  |
| Totale           | -     | 21      | 16      | 4       | 1       | 41      | 14      | 19           | 14           | 3            | 2            | 38           | 13           | 42     | 32     | 7      | 3      | 82     | 28     | +54 |

### Andamento in campionato
| Giornata  | 1  | 2 | 3 | 4 | 5 | 6 | 7 | 8 | 9 | 10 | 11 | 12 | 13 | 14 | 15 | 16 | 17 | 18 | 19 | 20 | 21 | 22 | 23 | 24 | 25 | 26 | 27 | 28 | 29 | 30 | 31 | 32 | 33 | 34 |
| --------- | -- | - | - | - | - | - | - | - | - | -- | -- | -- | -- | -- | -- | -- | -- | -- | -- | -- | -- | -- | -- | -- | -- | -- | -- | -- | -- | -- | -- | -- | -- | -- |
| Luogo     | C  | T | T | C | T | C | T | C | T | C  | T  | C  | T  | C  | T  | C  | T  | T  | C  | C  | T  | C  | T  | C  | T  | C  | T  | C  | T  | C  | T  | C  | T  | C  |
| Risultato | V  | V | V | N | V | V | V | V | N | V  | V  | V  | V  | N  | V  | V  | V  | V  | V  | V  | N  | V  | V  | V  | N  | N  | V  | N  | V  | V  | V  | V  | P  | V  |
| Posizione | 13 | 5 | 5 | 3 | 3 | 1 | 1 | 1 | 1 | 1  | 1  | 1  | 1  | 1  | 1  | 1  | 1  | 1  | 1  | 1  | 1  | 1  | 1  | 1  | 1  | 1  | 1  | 1  | 1  | 1  | 1  | 1  | 1  | 1  |

Legenda:

Luogo: C = Casa; T = Trasferta. Risultato: V = Vittoria; N = Pareggio; P = Sconfitta.

### Statistiche dei giocatori
In corsivo i calciatori che hanno lasciato la squadra a stagione in corso.
| Giocatore    | Primeira Liga | Primeira Liga | Primeira Liga | Primeira Liga | Taça de Portugal + Taça da Liga | Taça de Portugal + Taça da Liga | Taça de Portugal + Taça da Liga | Taça de Portugal + Taça da Liga | Europa League | Europa League | Europa League | Europa League | Totale   | Totale | Totale      | Totale     |
| Giocatore    | Presenze      | Reti          | Ammonizioni   | Espulsioni    | Presenze                        | Reti                            | Ammonizioni                     | Espulsioni                      | Presenze      | Reti          | Ammonizioni   | Espulsioni    | Presenze | Reti   | Ammonizioni | Espulsioni |
| ------------ | ------------- | ------------- | ------------- | ------------- | ------------------------------- | ------------------------------- | ------------------------------- | ------------------------------- | ------------- | ------------- | ------------- | ------------- | -------- | ------ | ----------- | ---------- |
| A. Adán      | 32            | -19           | 5             | 0             | 1+2                             | -0+-1                           | 0+0                             | 0+0                             | 2             | -4            | 0             | 0             | 37       | -24    | 5           | 0          |
| V. Antunes   | 8             | 0             | 3             | 0             | 2+2                             | 0+0                             | 0+1                             | 0+0                             | 1             | 0             | 0             | 0             | 13       | 0      | 4           | 0          |
| C. Borja     | 2             | 0             | 0             | 0             | 2+1                             | 0+0                             | 0+0                             | 0+0                             | 0             | 0             | 0             | 0             | 5        | 0      | 0           | 0          |
| D. Bragança  | 21            | 0             | 1             | 0             | 1+2                             | 0+0                             | 0+0                             | 0+0                             | 1             | 0             | 0             | 0             | 25       | 0      | 1           | 0          |
| S. Coates    | 33            | 5             | 7             | 0             | 3+2                             | 2+0                             | 0+1                             | 0+0                             | 2             | 0             | 0             | 1             | 40       | 7      | 8           | 1          |
| D. Essugo    | 1             | 0             | 0             | 0             | -+-                             | -+-                             | -+-                             | -+-                             | -             | -             | -             | -             | 1        | 0      | 0           | 0          |
| Z. Feddal    | 28            | 2             | 9             | 0             | 2+2                             | 0+0                             | 0+0                             | 0+0                             | 2             | 0             | 0             | 0             | 34       | 2      | 9           | 0          |
| G. Inácio    | 20            | 1             | 2             | 1             | 2+3                             | 1+0                             | 0+0                             | 0+0                             | 0             | 0             | 0             | 0             | 25       | 2      | 2           | 1          |
| J. Mário     | 28            | 2             | 4             | 0             | 3+3                             | 0+0                             | 0+0                             | 0+0                             | -             | -             | -             | -             | 34       | 2      | 4           | 0          |
| João Pereira | 5             | 0             | 1             | 1             | -+-                             | -+-                             | -+-                             | -+-                             | -             | -             | -             | -             | 5        | 0      | 1           | 1          |
| Jovane       | 24            | 5             | 3             | 0             | 1+2                             | 1+2                             | 0+0                             | 0+0                             | 1             | 0             | 0             | 0             | 28       | 8      | 3           | 0          |
| P. Marques   | 0             | 0             | 0             | 0             | 1+0                             | 2+0                             | 0+0                             | 0+0                             | -             | -             | -             | -             | 1        | 2      | 0           | 0          |
| Matheus N.   | 31            | 3             | 5             | 0             | 3+3                             | 0+0                             | 0+1                             | 0+0                             | 2             | 0             | 0             | 0             | 39       | 3      | 6           | 0          |
| L. Maximiano | 2             | -0            | 0             | 0             | 2+1                             | -3+-0                           | 0+0                             | 0+0                             | 0             | -0            | 0             | 0             | 5        | -3     | 0           | 0          |
| N. Mendes    | 30            | 1             | 4             | 0             | 2+2                             | 0+0                             | 0+1                             | 0+0                             | 2             | 0             | 0             | 0             | 36       | 1      | 5           | 0          |
| L. Neto      | 21            | 0             | 7             | 0             | 3+1                             | 0+0                             | 1+1                             | 0+0                             | 2             | 0             | 1             | 0             | 27       | 0      | 10          | 0          |
| Nuno Santos  | 31            | 7             | 4             | 0             | 3+2                             | 1+0                             | 1+0                             | 0+0                             | 1             | 0             | 0             | 0             | 37       | 8      | 5           | 0          |
| J. Palhinha  | 32            | 1             | 7             | 0             | 3+3                             | 1+0                             | 1+1                             | 0+0                             | 0             | 0             | 0             | 0             | 38       | 2      | 9           | 0          |
| Paulinho     | 14            | 3             | 2             | 0             | -+-                             | -+-                             | -+-                             | -+-                             | -             | -             | -             | -             | 14       | 3      | 2           | 0          |
| A. Paulo     | 1             | -1            | 0             | 0             | 0+0                             | -0+-0                           | 0+0                             | 0+0                             | 0             | -0            | 0             | 0             | 1        | -1     | 0           | 0          |
| Pedro G.     | 32            | 23            | 4             | 1             | 1+3                             | 0+0                             | 1+1                             | 0+1                             | 1             | 0             | 1             | 0             | 37       | 23     | 7           | 2          |
| L. Phellype  | 0             | 0             | 0             | 0             | 0+0                             | 0+0                             | 0+0                             | 0+0                             | 0             | 0             | 0             | 0             | 0        | 0      | 0           | 0          |
| G. Plata     | 9             | 1             | 1             | 0             | 2+2                             | 0+0                             | 1+0                             | 0+0                             | 1             | 0             | 0             | 0             | 14       | 1      | 2           | 0          |
| P. Porro     | 30            | 3             | 4             | 0             | 2+3                             | 0+1                             | 1+2                             | 0+0                             | 2             | 0             | 1             | 0             | 37       | 4      | 8           | 0          |
| E. Quaresma  | 2             | 0             | 0             | 0             | 0+1                             | 0+0                             | 0+0                             | 0+0                             | 0             | 0             | 0             | 0             | 3        | 0      | 0           | 0          |
| M. Reis      | 15            | 0             | 2             | 0             | -+-                             | -+-                             | -+-                             | -+-                             | -             | -             | -             | -             | 15       | 0      | 2           | 0          |
| A. Šporar    | 13            | 3             | 1             | 0             | 3+2                             | 0+1                             | 0+0                             | 0+0                             | 2             | 0             | 0             | 0             | 20       | 4      | 1           | 0          |
| B. Tabata    | 16            | 0             | 2             | 0             | 3+1                             | 1+1                             | 1+0                             | 0+0                             | -             | -             | -             | -             | 20       | 2      | 3           | 0          |
| Tomás        | 1             | 0             | 1             | 0             | -+-                             | -+-                             | -+-                             | -+-                             | -             | -             | -             | -             | 1        | 0      | 1           | 0          |
| T. Tomás     | 30            | 3             | 5             | 0             | 2+3                             | 1+0                             | 0+0                             | 0+0                             | 2             | 2             | 1             | 0             | 37       | 6      | 6           | 0          |
| L. Vietto    | 3             | 1             | 1             | 0             | -+-                             | -+-                             | -+-                             | -+-                             | 2             | 0             | 0             | 0             | 5        | 1      | 1           | 0          |
| Wendel       | 1             | 0             | 1             | 0             | -+-                             | -+-                             | -+-                             | -+-                             | 2             | 0             | 0             | 0             | 3        | 0      | 1           | 0          |